# HYLS1
HYLS1‏ (HYLS1, centriolar and ciliogenesis associated) هوَ بروتين يُشَفر بواسطة جين HYLS1 في الإنسان.